# Королівство Сербія
Королі́вство Се́рбія (серб. Краљевина Србија, Kraljevina Srbija) — балканська держава, що утворена після коронування у 1882 році князя Милана Обреновича, правителя Сербського князівства. Сербським князівством керувала династія Карагеоргієвичів з 1817 року, (пізніше змінена династією Обреновичів). Князівство мало сюзеренітет Порти, але після вигнання османського війська у 1867 де-факто отримало свою незалежність. Берлінський конгрес в 1878 році офіційно визнав незалежність Сербського князівства.
У міжнародних справах Сербське королівство, правопопередник Югославії, яку створено після Першої світової війни на Версальській мирній конференції, 1919 року. Фактично Сербське королівство припинило своє існування в 1918 році, коли разом з Чорногорським королівством об'єднались з Габсбурзькими південнослов'янськими теренами утворивши Королівство Сербів, Хорватів і Словенців.

## Історія

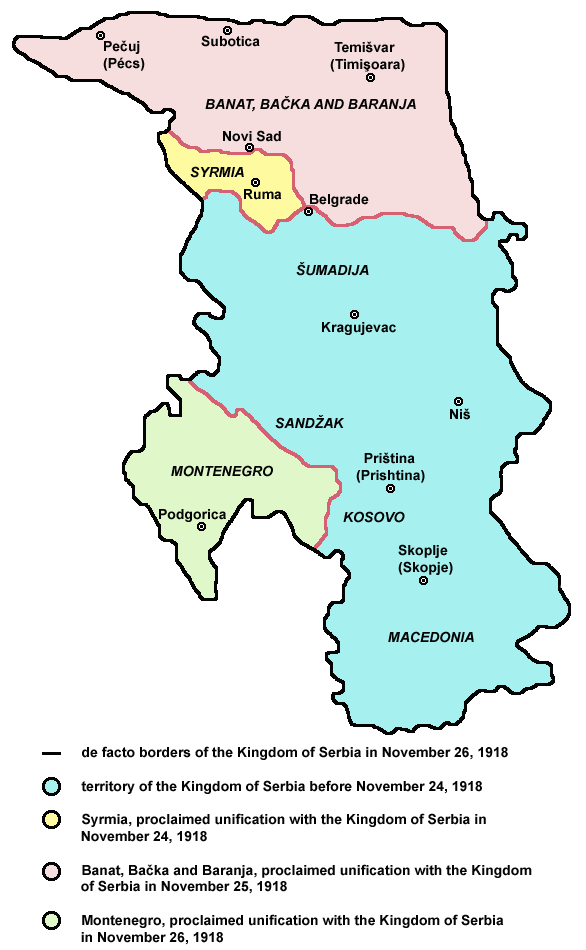
Найбільший терен що охоплювало королівство у 1918: сьогоденна Сербія, Північна Македонія і Чорногорія; частини Хорватії, Румунії й Угорщини

### Сербське князівство
Сербське князівство — держава на Балканах, яке утворилася в результаті сербської революції, 1804—1817 рр.. Попри серйозну і вкрай жорстоку протидію з боку Османської влади, революційним лідерам, в першу чергу Карагеоргію, а також Милошеві Обреновичу, вдалося звільнити Сербію після століть турецького панування.
Початково князівство містило тільки територію колишнього Белградського пашалику, а в 1831—1833 рр. князівство здійснило експансію на сході, півдні і заході. У 1867 році Османські війська залишають терени князівства, забезпечивши фактичну незалежність. Сербія розширила свої кордони на південному сході в 1878 році, коли князівство здобуло повне міжнародне визнання згідно з Берлінським трактатом. Князівство існувало до 1882 року, коли його статус було підвищено до рівня Королівства Сербія.

### Сербсько-болгарська війна
Сербсько-болгарська війна тривала від 14 листопада до 28 листопада 1885 року. Війна закінчилася поразкою Сербії, її війська не змогли захопити регіон Слівниці, болгари перейшли до контрнаступу, взяли Пірот та звільнили шлях до міста Ниш. За Сербію заступилася Австро-Угорщина, виступивши з ультиматумом: якщо Болгарія не виведе війська з терену Сербії та не встановить довоєнний статус-кво, Австро-Угорщина вступить у війну на боці Сербії. Болгарія вивела війська з Сербії, залишивши довоєнним сербсько-болгарський кордон. Остаточний мир було підписано 19 лютого 1886 року в Бухаресті. У результаті війни європейські держави визнали акт Об'єднання Болгарії, яке відбулося 6 вересня 1885.

### Боснійська криза
Боснійська криза — анексія 7 жовтня 1908 року, Австро-Угорщиною Боснії і Герцеговини — на той час провінції, населеної сербами і хорватами і що знаходилась під окупацією Австро-Угорщини згідно рішень Берлінського конгресу 1878 року. У квітні 1909 року до Берлінського трактату внесено поправки, які визнали існуюче становище. Проти анексії виступили Сербія і Росія. Але Росія, ослаблена в результаті поразки в Російсько-японській війні 1904—1905 років, прагнула врегулювати Боснійську кризу дипломатичним шляхом. 22 березня 1909 р. в обстановці військових приготувань Австро-Угорщини німецький уряд, який виступав в її підтримку, в ультимативній формі зажадав від російського уряду негайного визнання анексії Боснії і Герцеговини, давши зрозуміти при цьому, що негативна відповідь приведе до нападу Австро-Угорщини на Сербію. Царський уряд був змушений в той же день прийняти вимогу Німеччини. Боснійська криза призвела не тільки до загострення відносин між Австро-Угорщиною та Сербією, але і до поглиблення протиріч між Антантою і Троїстим союзом, ставши одним з етапів на шляху до Першої світової війни.

### Балканські війни і подальші зміни

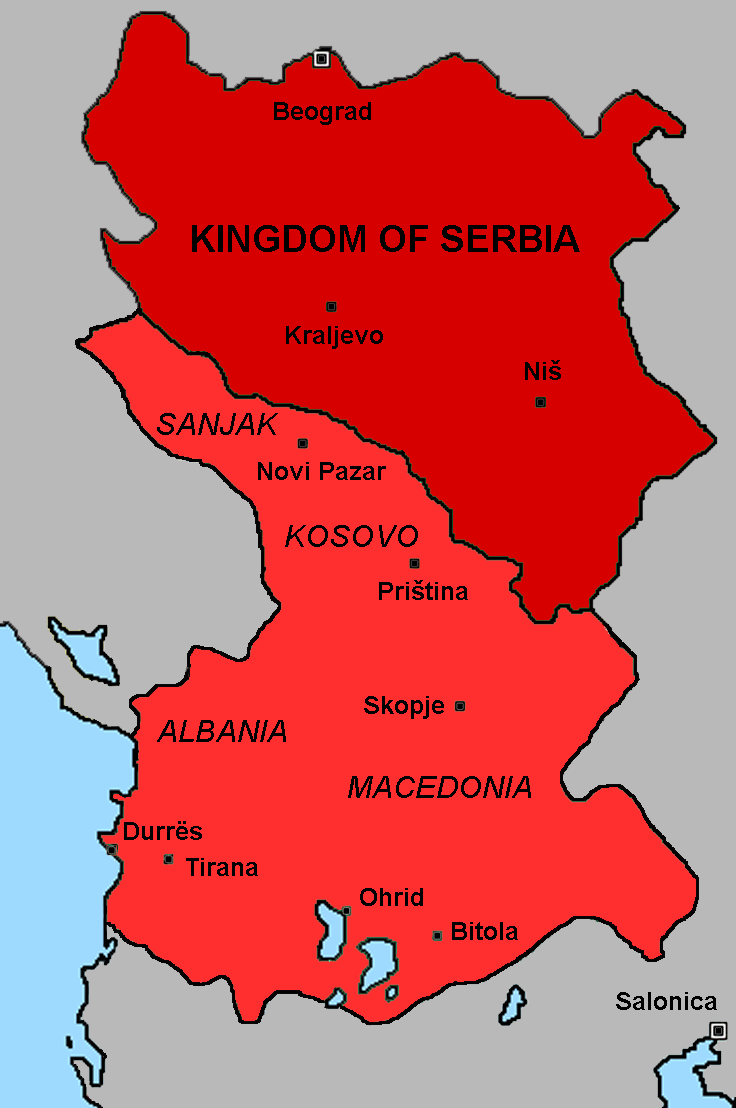
Найбільша територіальна експансія Сербського королівства в 1913

Сербія, перемігши у двох Балканських війнах, здобула значні терени Центральних Балкан і майже подвоїла свій терен. За результатами балканських війн у 1912 році більша частина Косово перейшла від Османської імперії до Королівства Сербії, а область Метохія відійшла до Королівства Чорногорія. Протягом сторіч відбувалося заселення історичних сербських теренів албанцями. У результаті нова адміністрація викликала неоднозначну реакцію з боку албанського населення Косово. Хоча албанці не вітали сербську владу, не-албанське населення в Косово вважало це звільненням.
Після Першої балканської війни у 1912 році згідно з Лондонським договором Косово стало міжнародно визнаною частиною Сербії, а північ Метохії — частиною Чорногорії . У 1918 Сербія стала частиною новоствореного Королівства Сербів, Хорватів і Словенців, яке пізніше перейменували на Югославію. Розбіжності між членами Балканської ліги щодо належності території Македонії призвели до Другої балканської війни, під час якої у 1913 Сербія і Греція воювали проти Болгарії. Результати війни закріплені Бухарестським договором. Сербія здобула контроль над Вардарською Македонією.

### Вбивство у Сараєво
Вбивство ерцгерцога Франца Фердинанда 28 червня 1914 року, в Сараєво (у той час у складі Австро-Угорщини) вкрай загострили стосунки між Сербією і Австро-Угорщиною. Вбивство вчинено таємною сербською радикальною організацією, Чорна рука. Після вбивства змовники були заарештовані в Боснії та Герцеговині і засуджені в Сараєво в жовтні 1914 року.
Політичною метою вбивства було відірвати південно-слов'янські коронні землі від Австро-Угорської імперії. Вбивство ерцгерцога Франца Фердинанда викликало низку подій, що втягнули в конфлікт Росію й інші великі європейські держави. За тридцять сім днів спалахнула Перша світова війна.

### Перша світова війна
Після нападу Австро-Угорщини в липні 1914 р. Сербія здобула першу перемогу союзників в Першій світовій війні, перемігши у битві біля Цери. Далі війна тривала зі змінним успіхом. Перша фаза війни на Сербському фронті закінчилася без змін кордонів, але втрати були величезними в порівнянні з попередніми війнами. Сербська армія втратила 170,000 вояків убитими, пораненими, полоненими або пропалими безвісти. Австро-угорські втрати були 215,000 убитими, пораненими і зниклими безвісти. У 1915 році Сербію окупували іноземні війська через вторгнення австро-угорських, німецьких і болгарських військ.
Наприкінці війни Сербія пережила радикальні перетворення. 20 липня 1917 року до складу Сербського королівства, згідно Корфської декларації, увійшло Чорногорське королівство. 26 листопада 1918 року утворена Держава Словенців, Хорватів і Сербів. 1 грудня 1918 Сербське королівство увійшло до складу Держави Словенців, Хорватів і Сербів утворивши Королівство Сербів, Хорватів і Словенців під проводом сербської династії.